# Chilanga
Chilanga é um município localizado no departamento de Morazán, em El Salvador.